# Narsarsuaq
Narsarsuaq (letteralmente: La grande piana) è un villaggio della Groenlandia. Si trova in fondo ad un fiordo che sbocca nel Mare del Labrador, presso Capo Farvel; appartiene al comune di Kujalleq.

## Storia
Narsarsuaq fu il più importante centro dell'isola ai tempi dei Vichinghi, soprattutto per la vicinanza di Brattahlíð dove viveva Erik il Rosso; l'insediamento decadde con la fine della dominazione vichinga nel XV secolo.
Nel 1941 gli Stati Uniti costruirono qui la base di Bluie West One, che continuò a crescere finché la Base Aerea Thule non offrì una migliore copertura: nel 1951 Stati Uniti e Danimarca strinsero un accordo secondo il quale entrambi avrebbero supervisionato la base; nel 1958 gli Americani la abbandonarono. I Danesi la riaprirono nel 1959 e ora serve anche voli internazionali da Islanda e Danimarca e occasionalmente piccoli voli da Goose Bay (Canada) e Reykjavík.

## Infrastrutture e trasporti
Il villaggio è servito dall'Aeroporto di Narsarsuaq.